# Thermopsideae
Thermopsideae je tribus (seskupení rodů) podčeledi Faboideae čeledi bobovité vyšších dvouděložných rostlin. Zahrnuje asi 45 druhů v 6 rodech a je rozšířen ve Středomoří, Asii a Severní Americe. Zástupci tohoto tribu jsou keře a vytrvalé byliny s motýlovitými květy a většinou trojčetnými listy.

## Popis
Zástupci tribu Thermopsideae jsou keře nebo vytrvalé byliny. Listy jsou obvykle trojčetné, řidčeji jednolisté, s palisty a bez palístků. Květy jsou motýlovité, uspořádané ve vrcholových hroznech. tyčinek je obvykle 10, řidčeji 9, a jsou volné nebo případně 2 nebo 3 srostlé pouze v horní části. Semeník obsahuje 1 až mnoho vajíček. Plodem je podlouhlý, zploštělý nebo kulovitý lusk. Semena jsou podlouhle ledvinovitá, eliptická až diskovitá.

## Rozšíření
Tribus Thermopsideae zahrnuje 6 rodů a asi 45 druhů. Svým rozšířením je omezen na severní polokouli. Vyskytuje se ve Středomoří, Makaronésii, střední a východní Asii a Severní Americe.
Největší rod je vlčinec (Thermopsis, 25 druhů), rozšířený v Asii a Severní Americe. V Evropě se vyskytuje pouze rod palník (Anagyris).

## Taxonomie
Nejpodstatnějším morfologickým znakem této skupiny jsou volné, nesrostlé tyčinky, které v minulosti vedly k umístění této skupiny do příbuzenstva tribu Sophoreae. Podle výsledků fylogenetických studií však náleží tribus Thermopsideae do příbuzenstva tribu Genisteae.

## Zástupci
- baptisie (Baptisia)
- palník (Anagyris)
- piptantus (Piptanthus)
- vlčinec (Thermopsis)

## Význam
Některé druhy z rodů baptisie (Baptisia) a palník (Anagyris) slouží jako léčivo. Z byliny Baptisia tinctoria se v minulosti získávalo modré barvivo.

## Přehled rodů
Ammopiptanthus, Anagyris, Baptisia, Pickeringia, Piptanthus, Thermopsis